# Kazimierz Jonkisz

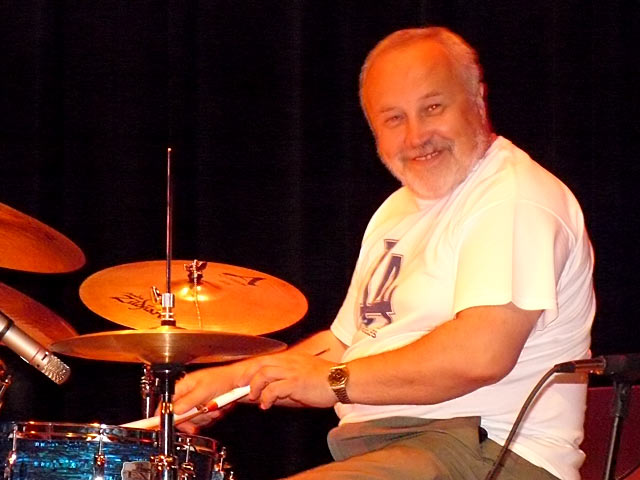
Kazimierz Jonkisz (2007)

Kazimierz Jonkisz (* 9. November 1948 in Wilamowice) ist ein polnischer Schlagzeuger des Modern Jazz.

## Leben und Wirken
Jonkisz erhielt ab dem Alter von zehn Jahren Akkordeonunterricht, bevor er zum Schlagzeug wechselte. Mit 18 Jahren gewann er 1967 auf dem Breslauer Festival Jazz nad Odrą den Solistenwettbewerb. 1971 erhielt er den Komeda-Preis der Musikakademie in Katowice. In den Folgejahren arbeitete er mit Tomasz Stańko, Zbigniew Namysłowski (Winobranie, 1973), Adam Makowicz, Jan Ptaszin Wróblewski, Michał Urbaniak und Bronisław Suchanek (Just Friends).
Seit 1978 leitete er eigene Gruppen; 1980 nahm er sein Debütalbum auf. Insgesamt war er seit 1966 an mehr als 70 Alben beteiligt, unter anderem bei Marek Grechuta; im Bereich des Jazz war er 30 Mal im Aufnahmestudio. Auch begleitete er Musiker wie Al Cohn, Roy Hargrove, Larry Coryell, Amina Claudine Myers, Monty Waters, Eddie Henderson, Kevin Mahogany, Larry Goldings oder Tim Hagans. Er trat auf internationalen Festivals wie dem Jazz Jamboree, Moldejazz, dem Bergamo Jazz Festival, Jazz Ost-West, Havana Jazz Festival oder Temecula International Jazz Festival auf.
Seit 1992 lehrte er Schlagzeug in der Jazzabteilung der Fryderyk-Chopin-Musikakademie (heute Fryderyk-Chopin-Universität für Musik) in Warschau.

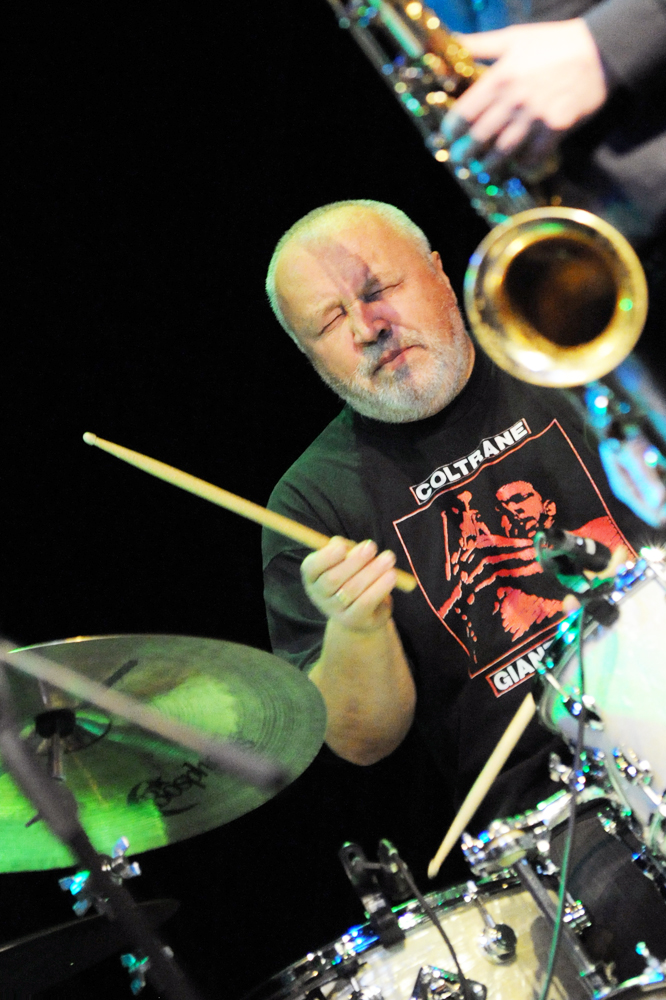
Kazimierz Jonkisz (2010)

## Diskographische Hinweise
- Tiri Taka (1980, mit Krzesimir Dębski, Janusz Olejniczak, Janusz Skowron, Andrzej Łukasik)
- XYZ (1984, mit Tomasz Gąssowski, Marek Bliziński, Maciej Sikała, Maciej Strzelczyk)
- Kazimierz Jonkisz Top Six Outsider (1986, mit Krzysztof Popek, Henryk Gembalski, Maciej Strzelczyk, Piotr Adamski, Witold Szczurek)